# 查爾斯堡
查爾斯堡（法語：Charlesbourg-Royal），亦稱作皇家查爾斯堡，1541年由航海家雅克·卡蒂亞建立於今日加拿大魁北克市附近紅海岸(Cap Rouge)和聖羅倫斯河匯流處，是歐洲最早建立於北美洲的殖民地。
查爾斯堡殖民地由上堡和下堡組成，上堡位於海拔40公尺的山坡，為殖民地戰略防禦的堡壘。下堡則位於聖羅倫斯河旁，提供船舶下錨之處。殖民地取名自法國國王弗朗索瓦一世的第三個兒子奧爾良公爵查理。
由於惡劣天氣、壞血病和鄰近易洛魁人的攻擊，查爾斯堡在1542年6月被遺棄。直到2006年8月18日纔被重新發現。